# Bahman Džaduja
Bahman Džaduja (novoperzijsko بهمن جادویه) ali Bahman Džadvaja je bil general iranskega Sasanidskega cesarstva. Znan je predvsem po svoji zmagi proti Arabcem v bitki pri  mostu. Arabski muslimani so Bahmana imenovali Dhul Hadžib, dobesedno "lastnik košatih obrvi". Slovel je tudi velik nasprotnik Arabcev.   Bahmana Džaduja se pogosto  zamenjuje z Mardanšahom, še enim slavnim sasanidskim generalom.

## Biografija
O njegovem zgodnjem življenju ni znanega, vendar je bil leta 634 opisan kot star mož. Bahman je bil morda sin sasanidskega poveljnika Hormizda Džaduja. Prvič je bil omenjen leta 633 kot eden od predstavnikov Sasanidov in član frakcije Parsigov, ki jo je vodil Piruz Kozrav. Leta 633 je sasanidski vladar Jazdegerd III. ukazal sasanidskemu poveljniku Andarzagarju, ki je bil zadolžen za obrambo meja Horasana, naj zaščiti zahodne meje cesarstva pred Arabci, ki so plenili po Iranu.
Andarzagar in Bahman Džaduja sta napadla arabsko vojsko Halida ibn al-Valida pri Valaji in bila poražena. Po porazu je Bahman pobegnil v Ktezifon, kjer je našel bolnega Jazdegerda. Jazdegerd mu je kmalu zatem ukazal, naj napade Arabce. Bahman ga ni ubogal in namesto sebe  v boj proti Arabcem poslal Džabana, ki je bil v bitki pri Ulaisu poražen.
Ko so Arabci pod vodstvom Abu Ubajda leta 634 vdrli v Savad, je Rostam Farohzad proti njim poslal Bahmana Džaduja in Džalina. Vojska je bila močna in imela tudi bojne slone. Rostam je Džalinu zagrozil z obglavljenjem, če bo ponovno poražen.
Med bitko, znano kot bitka pri mostu, je imela Bahmanova vojska prednost. Sloni v njegovi vojski so prestrašili arabske konje, eden od njih pa je povlekel Abu Ubajda s konja in ga poteptal. Sledil je paničen beg arabskih vojakov. Most se je porušil in okoli 4.000 Arabcev se je utopilo v Evfratu, veliko drugih pa so pobili Perzijci. Al-Mutana je uspel pobegniti in zbrati okoli 3.000 preživelih Arabcev. Bahman iz neznanega razloga ni zasledoval bežeče arabske vojske. 
Bahmana je leta 636 med bitko pri Kadisiji ubil Kaka ibn Amr kot maščevanje za smrt Abu Ubajde in vseh drugih v bitki pri mostu.